# Българска търговска банка
„Българска търговска банка“ (БТБ), известна и като Търгбанк, е историческа българска банка с официално седалище в Русе и адрес на управление в София. По време на своето съществуване от края на 19 век до средата на 20 век тя е най-голямата банка с предимно местен частен капитал. Свързана е чрез многобройни лични връзки с Народната партия. В периода 1914 – 1947 година директори на банката са баща и син Губиделникови. Сред основните акционери е френската банка Банк дьо Пари и Пеи Ба, като през 30-те години на 20 век нейният дял от акциите възлиза на 33%.
През 1912 година Българската търговска банка има уставен капитал от 5 000 000 лева. Печалбата ѝ за същата година е 407 471,63 лева, което я нарежда на трето място по печалби след Балканска банка и Българската генерална банка.
През декември 1928 година общият кредит на банката е 80 милиона лева, а през юни 1929 година е увеличен на 100 милиона лева. По време на световната стопанска криза (1929 – 1932) БТБ е една от българските банки, които се справят успешно с икономическите затруднения.
Банката е известна като „банката на братя Бурови“, защото Иван Буров 30 години е председател на управителния съвет, реорганизира фамилната фирма от събирателно дружество в по-удобната акционерна форма, като създава „Банка Д. А. Буров & С-ие. Акционерно дружество", а Атанас Буров участва в управлението.
В началото на 40-те години Българската търговска банка има голямо участие във финансирането на износа на селскостопанска продукция от България в Германия, като си партнира с Дрезднер Банк и измества в значителна степен от пазара немската Дойче Банк (чрез Българска кредитна банка) и италианската Банка Комерчиале.
На 27 декември 1947 година банката е национализирана и преименувана на Българска народна банка-4.

## Клонове и дъщерни предприятия на БТБ
През 30-те години на ХХ век Българската търговска банка има следните клонове:
- Централен клон, София – улица „Граф Игнатиев“ № 10;
- Клон „Халите“, София – булевард „Мария-Луиза“ № 31;
- Клон „Юч-Бунар“, София – булевард „Драгоман“ № 21;
- Клон в Бургас;
- Клон във Варна – улица „Преслав“ № 15;
- Клон в Габрово;
- Клон в Попово;
- Клон в Пловдив;
- Клон в Русе;
- Клон в Сливен;
- Клон в Стара Загора;
- Клон в Трявна;
- Клон във Фердиданд;
- Клон в Хасково;
- Клон в Червен бряг;
- Клон в Шумен;
- Клон в Ямбол;
- Клон в Търново (основан през 1912 година);
- Клон в Лом.

Дъщерните предприятия на Българската търговска банка са банкови, минни, индустриални, търговски и други. През 1917 година в Бургас е основано минното акционерно дружество „Бъдеще“, което е свързано с капиталова уния с БТБ – участие на банката в капитала и управителния съвет на дружеството и обратно. Предметът на дейност на дружеството е въгледобив – първоначално в Бургаско, а впоследствие и в Твърдишко и Тревенско. БТБ е основният акционер в Застрахователното дружество „България“, в чието управление участват и някои от главните акционери на самата банка.
През 30-те години БТБ притежава няколко локални банки. Тя основава Харманлийската търговска банка (Южнобългарска банка), притежава и Видинската търговска банка. Южнобългарската търговска банка се занимава основно с финансиране и експорт на тютюн. Българската търговска банка е собственик и на търговското дружество „Комерциум“, което получава представителството на „Даймлер-Бенц“ за България, както и на текстилната фабрика „Свети Георги“ в Трявна, на керамичната фабрика „Труд“ в Русе и други.